# Tomasz Cieszyński
Tomasz Cieszyński (ur. 6 listopada 1920 roku w Poznaniu, zm. 18 grudnia 2010 roku w Obornikach Śląskich) – polski chirurg, profesor medycyny, syn profesora Antoniego Cieszyńskiego.

## Droga życiowa
Medycynę studiował w latach 1938-1941 na Wydziale Lekarskim, a w latach 1941-1944 na tajnym Wydziale Lekarskim Uniwersytetu Jana Kazimierza we Lwowie, a następnie na Uniwersytecie Jagiellońskim w Krakowie, gdzie uzyskał w 1945 roku dyplom lekarza. W 1952 roku ukończył studia w zakresie chemii na Uniwersytecie Wrocławskim.
W latach 1939 oraz 1941-1944 pracował jako laborant i „karmiciel wszy” w Instytucie Badań nad Tyfusem Plamistym i Wirusami u profesora  Rudolfa Weigla. Podczas tragicznej nocy z 3-go na 4 -go lipca 1941 roku we Lwowie kiedy dokonano mordu na profesorach lwowskich i ich rodzinach, cudem uniknął aresztowania   i śmierci dzięki przytomności matki, która podczas aresztowania   przedstawiła go jako 17-latka.
Pracował przez wiele lat w II Klinice Chirurgii Akademii Medycznej we Wrocławiu.

## Dokonania naukowe
Był autorem ponad 200 artykułów i prac naukowych, w tym 14 patentów.
W 1956 roku skonstruował  i opatentował pierwszą w historii intrakardialną echosondę. Z jej użyciem przeprowadził pierwsze tego typu badania ultrasonograficzne na bezpańskich psach, których wyniki opublikował w 1960r. W 1964 roku stworzył oryginalną metodę leczenia stawów rzekomych i ropnych zapaleń kości przy pomocy odpowiedniej polaryzacji elektrycznej. Opracował metodę wyrównywania asymetrii kończyn dolnych u dzieci działaniem pola elektrycznego. W 1966 roku opisał objaw opukowy podrażnienia otrzewnej.